# Championship Rally (videojuego de 1991)
Championship Rally, conocido como Exciting Rally: World Rally Championship (エキサイティングラリー Ekisaitingu Rarī?) en Japón, es una videojuego de carreras de 1991 publicado por HAL Laboratory y creado para Nintendo Entertainment System. Este juego no se lanzó en América del Norte y se considera semi-raro.

## Jugabilidad
El juego se juega desde una perspectiva de arriba hacia abajo, y los controles en sí son bastante simples: el botón A permite conducir a baja velocidad, el botón B a una velocidad más alta y la flecha hacia abajo funciona como freno y marcha atrás. Las flechas indicarán algunos giros, pero no todos, y se tiene que estar atento a los saltos y obstáculos. El coche acumulará daños cada vez que se choque contra algo, hasta que finalmente explote y se tenga que retirar del escenario.
Hay dos modos de juego disponibles. Se puede conducir a través de un campeonato completo con hasta otros siete oponentes. Tres clases que sirven como nivel de dificultad, y la competencia lo llevará a diez países diferentes, donde tendrá que competir contra los tiempos establecidos por los oponentes en varias etapas. O jugar contra otros dos a ocho jugadores en el modo Batalla, estableciendo un tiempo uno tras otro en un escenario seleccionado.
Hay cierto nivel de puesta a punto, con la posibilidad de elegir los neumáticos según la superficie (asfalto, grava o nieve), si se quiere un turbo, y entre dos y cuatro ruedas motrices para cada etapa. Una vez por vuelta, también se pueden cambiar los neumáticos cuando aparezcan las letras "SP" en la pantalla; simplemente hay que detenerse y presionar Select.

## Recepción
Roberto Rodriguez de Retro Game Reviews escribió: "Los cursos son abundantes y están bien diseñados, al tiempo que incluyen muchos giros y vueltas para desafiar su destreza al volante. Mucha libertad para personalizar tu vehículo antes de cada carrera, e incluso puedes cambiar los neumáticos después de cada vuelta. La mecánica de derrape es increíblemente elegante y siempre es gratificante deslizarse por una complicada curva en forma de U. Su copiloto deja las próximas instrucciones de giro para el último segundo, lo que niega el uso real de la función turbo. Nunca se muestran autos oponentes en la pista y el resultado final es una experiencia de carrera bastante aburrida. El manual no explica la diferencia entre múltiples opciones de llantas en una categoría (por ejemplo, las llantas 'Snow' se llaman 'SN-1-4'). La interfaz de usuario no es particularmente intuitiva, lo que lleva a muchos problemas con los menús en el primer arranque".